# 朴丙垠
朴炳垠（1977年7月14日—），常譯為朴秉恩，韓國男演員，中央大學戲劇電影系畢業。

## 影视作品

### 電視劇／劇集
- 2000年：MBC《新貴公子》
- 2004年：KBS《將會知道》
- 2004年：KBS《我的寶貝子女》
- 2007年：SBS《藍魚》
- 2010年：MBC《Road No. 1》飾演 韓英民
- 2013年：OCN《特殊案件專案組TEN2》飾演 宋慶泰
- 2014年：KBS《黃金交叉》飾演 吉尚俊
- 2016年：MBC《拖旅行箱的女人》飾演 姜布羅
- 2017年：KBS《推理的女王》飾演 禹成河
- 2017年：tvN《今生是第一次》飾演 馬相九[1]
- 2018年：KBS《推理的女王2》飾演 禹成河
- 2018年：OCN《Mistresses》飾演 黃東錫
- 2018年：tvN《金秘書為何那樣》飾演 朴秉恩（特別出演）
- 2018年：SBS《致親愛的法官大人》飾演 吳尚哲
- 2019年：tvN《阿斯達年代記》飾演 丹碧
- 2019年：OCN《Voice3》飾演 金木雅行
- 2020年：Netflix《屍戰朝鮮》飾演 閔致祿
- 2020年：tvN《Oh My Baby》飾演 尹在英
- 2021年：Netflix《屍戰朝鮮：雅信傳》飾演 閔致祿
- 2021年：JTBC《人間失格》飾演 晉正洙
- 2022年：tvN《夏娃的醜聞》飾演 姜允謙
- 2022年：Disney+《第六感之吻》飾演 愛釣魚同好會會員（特別出演）
- 2022年：tvN《還魂》飾演 高城（特別出演）
- 2023年：Disney+《Moving》飾演 馬相久
- 2023年：KBS《地球上的黑盒子》飾演 漢斯[2]
- 2024年：Netflix《先山》饰演 朴尚敏
- 2024年：ENA《夜限照相馆》飾演 徐南國（特別出演）
- 2025年：Disney+《狂醫魔徒》飾演 韓賢浩
- 2025年：Netflix《吞金》飾演 瀋烈國[3]

### 電影
- 2002年：《色即是空》飾演 尚旭的朋友
- 2004年：《迴旋踢》
- 2005年：《極光公主》飾演 保時捷店顧客
- 2005年：《看著》飾演 病人
- 2006年：《去吧》
- 2010年：《平行理論》飾演 副署長
- 2013年：《戀愛的溫度》飾演 閔次長（客串）
- 2013年：《憤怒的倫理學》飾演 李志勳
- 2014年：《獵殺對戰》飾演 光洙（客串）
- 2014年：《一怒為紅顏》
- 2014年：《殺手的品格（朝鲜语：우는 남자）》飾演 河允國
- 2015年：《萬惡金錢爆》
- 2015年：《暗殺》飾演 川口真守
- 2015年：《戲劇性的一夜（朝鲜语：극적인 하룻밤）》飾演 金俊碩
- 2016年：《狩獵》飾演 郭忠弼
- 2016年：《關不住的誘惑》
- 2017年：《One Line》飾演 姜智源／朴室長
- 2017年：《超級市長》飾演 徐議員
- 2018年：《安市城》飾演 風
- 2019年：《惡霸警察（朝鲜语：악질경찰 (2019년 영화)）》飾演 南成植
- 2021年：《永生戰》飾演 申學善
- 2022年：《音爆浩劫》飾演 車榮翰
- 2023年：《The Moon》饰演 郑珉奎
- 2024年：《市民德熙》饰演 朴警官
- 2024年：《别碰脏钱》[4]
- 2025年：《喬王出任務》饰演 孫光宇[5]

## 综艺节目
- 2023年：tvN《偶然成為社長3》[6]

## 奖项荣誉
| 年份   | 颁奖礼                     | 奖项                | 入围者       | 结果 | 参考  |
| ------ | -------------------------- | ------------------- | ------------ | ---- | ----- |
| 2024年 | 第32届大韩民国文化演艺大奖 | 电影部门 优秀演技奖 | 《市民德熙》 | 獲獎 | [ 7 ] |
| 2025年 | 第4屆青龍系列大獎          | 電視劇部門 男配角獎 | 《狂醫魔徒》 | 提名 | [ 8 ] |